# Avril 1828

## Événements
- 11 avril : fondation de Bahía Blanca.
- 14 avril : Guerre Russo-turque. Le tsar lance ses troupes en Anatolie orientale, en Moldavie et dans la plaine de la Dobroudja.

- 18 avril : abdication de Antonio José de Sucre de la présidence de la république de Bolivie.
- 20 avril : René Caillé, un paysan français des Deux-Sèvres, parti seul de Guinée, après une visite de Djenné, séjourne quelques mois dans la ville sainte de Tombouctou déguisé en musulman (fin en 1828). La ville compte près de deux cents écoles coraniques et plusieurs universités. René Caillé traverse le Sahara et atteint le Maroc. Ses relevés et observations bouleversent la carte de l’Afrique nigérienne.
  - Selon René Caillé, Tombouctou compte de 10 à 12 000 habitants et est le principal entrepôt de la région.
- 30 avril : ambassade de Tchaka au roi du Royaume-Uni. Elle rentre en août après l’échec de sa mission.

## Naissances
- 16 avril : Édouard Cumenge (mort en 1902), ingénieur et minéralogiste français.
- 18 avril : August von Wille, peintre allemand († 31 mars 1887).
- 20 avril : François Lamorinière, peintre belge († 3 janvier 1911).

## Décès
- 16 avril : Francisco Goya, peintre espagnol (° 1746).
- 19 avril : Carlo Francesco Maria Caselli, cardinal italien, archevêque de Parme (° 20 octobre 1740).